# Øresunds Toldkammer
Opkrævningen af Øresundstolden fandt sted på Øresunds Toldkammer i Helsingør. I begyndelsen lå toldkammerbygningen flere steder i byen, men i 1681 fandt den sin blivende plads i Strandgades østligste ende. Det var en oprindeligt senmiddelalderlig, grundmuret bygning, som blev købt til formålet af bogholder Claus Liime.
1740-42 opførtes en helt ny toldkammerbygning på hjørnet af Sophie Brahes Gade og Strandgade (Strandgade 97). Den var tegnet af bygmester Nicolai Basse, der uventet vandt over Laurids de Thurah, Philip de Lange og Nicolai Eigtved om at få opgaven. De tre kendte arkitekter havde lavet udkast til bygningen mellem 1737 og 1739, men muligvis har forslagene været for bekostelige. Basses bygning er gengivet i Thuras Den Danske Vitruvius. Det var en rokokobygning på ni fag med mansardtag. De tre midterfag sprang frem i en risalit.
Bygningen blev revet ned 1857 ved Øresundstoldens ophør til fordel for en havneudvidelse.
Direktøren for toldkammeret var en betroet højtstående hofembedsmand, der under sig havde nogle kæmmerere.

## Direktører for Øresunds Toldkammer
(listen er ikke komplet)
- 1664-1668 Marcus Meibom
- 1738-1764 Wilhelm August von der Osten
- 1764-1766 Niels Krabbe Vind
- 1766-1770 Johann Hartwig Ernst von Bernstorff
- 1770-1772 ?
- 1772-1772 Jørgen Erik Skeel
- 1772-1776 Joachim Godske Moltke
- 1776-1811 Christian Numsen
- 1811-18?? Frederik Moltke
- 1833-1839 Adam von Krogh
- 1839-1850 Nicolai Holten
- 1850-1857 Christian Albrecht Bluhme

## Kæmmerere
Denne liste er ufuldstændig; hjælp gerne med at udfylde den.
- -1771: Christian Albrecht Bluhme
- 1750-1781: Johan Gottlieb Putscher
- Adam von Lüttichau
- 1778-1801 Nicolai Jacob Jessen
- 1781-1823 Georg Christopher Hauch
- 1796-1833 Adam von Krogh
- Ernst Christian Frederik von Walterstorff
- Christian Gerhard Wessel
- Hans Hellesen Olrik